# Compagnie de chemin de fer Baie des Ha! Ha!
| Compagnie de chemin de fer Baie des Ha! Ha! Compagnie de chemin de fer Roberval-Sanguenay       | Compagnie de chemin de fer Baie des Ha! Ha! Compagnie de chemin de fer Roberval-Sanguenay |
| ----------------------------------------------------------------------------------------------- | ----------------------------------------------------------------------------------------- |
| Dampflok der Compagnie de chemin de fer Roberval-Saguenay vor der Zellstofffabrik in Chicoutimi |                                                                                           |
| Streckenlänge:                                                                                  | 30 km                                                                                     |
| Spurweite:                                                                                      | 1435 mm (Normalspur)                                                                      |
|                                                                                                 |                                                                                           |

Die Compagnie de chemin de fer Baie des Ha! Ha! war eine Bahngesellschaft in Kanada. Sie baute, besaß und betrieb eine Normalspur-Bahnstrecke von Saint-Alphonse über Kénogami nach Jonquière.

## Geschichte
Das Unternehmen wurde am 25. April 1908 von einer Gruppe von Einwohnern von Bagotville mit einem Stammkapital von 600.000 CAD gegründet. Der Name leitet sich von der am Saguenay-Fjord gelegenen Bucht Baie des Ha! Ha!, in die der Rivière Ha! Ha! mündet, ab. Die neue Firma beauftragte die Firma O’Brien, Gagné & Jenning mit den Bauarbeiten. Die Arbeiten begannen im Herbst 1909 und wurden im Jahr 1910 vorübergehend eingestellt, nachdem 6 Personen, einschließlich Ingenieur Gagné bei einer Explosion ums Leben gekommen waren.
Die Strecke, die Saint-Alphonse über Kénogami mit Jonquière verbindet, wurde 8 Monate später, am 13. Dezember 1910, eingeweiht. Die Eisenbahn ermöglichte neben dem Personenverkehr zwischen Saint-Alphonse und Chicoutimi den Transport von Zellstoff aus der Poulperie de Chicoutimi (Chicoutimi Pulp Company) zum Tiefseehafen in Bagotville. 1911 gründete der Geschäftsführer der Zellstofffabrik in Chicoutimi J.-E.-A. Dubuc eine andere Eisenbahngesellschaft mit dem Namen Compagnie de chemin de fer Roberval-Saguenay, die Jonquière mit der Region um den Lac-Saint-Jean verbinden sollte. Das Projekt kam aber nicht in Fahrt. Zwei Jahre später erwarb J.-E.-A. Dubuc die Compagnie de chemin de fer Baie des Ha! Ha! und vereinigte sie mit seiner Compagnie de chemin de fer Roberval-Sanguenay, um den in Chicoutimi hergestellten Zellstoff zu geringeren Kosten zu transportieren. Der Verkauf wurde am 28. Januar 1914 abgeschlossen. Die Strecke von der Zellstofffabrik bis zum von Saint-Alphonse hatte eine Länge von 30 km. Das Unternehmen bediente das Gebiet um Jonquière, Chicoutimi und Saint-Alphonse.
Schließlich begann sich die Firma Alcan in den 1920er Jahren, als sie in Saguenay aktiv wurde, für die Bahngesellschaft zu interessieren. 1926 wurde die Bahngesellschaft bei der Liquidierung der Vermögenswerte der Zellstofffabrik Chicoutimi an Alcan verkauft. Die Roberval & Saguenay Railway baute 1926  eine Verlängerung von Arvida nach Shipshaw, um den Transport von Baumaterial für den Damm für das Wasserkraftwerk Chute-à-Caron zu ermöglichen. Insgesamt ist das Streckennetz heute 160 km lang.